# Podocarpus salignus
Podocarpus salignus là một loài thực vật hạt trần trong họ Thông tre. Loài này được D.Don miêu tả khoa học đầu tiên năm 1824.